# Ованес Съваджъян
Ованес Съваджъян (на арменски: Հովհաննես Սվաճյան) е железопътен телеграфист, почетен гражданин и кмет на Пазарджик.

## Биография
Роден е през 1844 г. в Одрин. През януари 1878 г. Ованес Съваджъян е военизиран телеграфист на гарата в Татар Пазарджик. При своето изтегляне от Татар Пазарджик командващият на османските войски Сюлейман паша иска разрешение от султана и Портата в Цариград над населението да бъде устроено клане и да опожари града. Турското правителство дава на Сюлейман положителен отговор, но телеграфистът Ованес Съваджъян променя текста на телеграмата и я предава дешифрирана в точно обратния смисъл в ръцете на паша, който не разбира морзовата азбука, и градът е спасен. След освобождението на Татар Пазарджик Ованес Съваджъян става временен кмет на града, а по-късно е началник на гарата.
Умира през 1906 г. в Своге. На 14 януари 1986 г. костите му са пренесени в алеята на заслужилите особена почит в гробищния парк на Пазарджик.

## Памет и признателност
- Ангел Каралийчев пише за подвига на арменеца разказа „Спасителят“ публикуван във вестник „Септемврийско знаме“-Пазарджик в 1966 г. за 88 години от освобождението на града.
- На негово име улица „Ованес Съваджъян“ е кръстена бившата „Арменска“ в Пазарджик, там му е поставена мраморна паметна плоча.
- На редовна сесия на Общински съвет-Пазарджик на 29 юни 2001 година с Решение № 92, общинските съветници с пълно единодушие го обявяват за „Почетен гражданин на Пазарджик“.
- Направен е и документален филм за него „Ованес Съваджъян – спасителят на Пазарджик“
- 100-годишнината от смъртта му е отбелязана от общността на града на 14 октомври 2006 г. с откриване на паметник на героя на площада до кръстената на него улица. Автор е скулпторът Тома Попов. На бюст-паметника е изписано:

| „ | Ованес Съваджъян (1844 – 1906) – Спасил от гибел българското население в Пазарджик по време на Руско-турската освободителна война. Носител на трите степени на ордените „За гражданска заслуга“ и „Св. Александър“. Първи временен кмет на Татар Пазарджик и почетен гражданин на Пазарджик. | “ |